# Бонарелли, Гвидобальдо
Гвидобальдо Бонарелли делла Ровере (итал. Guidobaldo Bonarelli; 25 декабря 1563, Урбино — 8 января 1608, Фано) — итальянский поэт. Брат Просперо Бонарелли.

## Биография
Сын Пьетро Бонарелли, доверенного министра герцога урбинского Гвидобальдо II делла Ровере, который в благодарность за службу дал ему графский титул (1559), а в 1571 г. сделал маркизом Орчано и признал членом герцогского семейства делла Ровере. После смерти монарха семья Бонарелли впала в немилость у его преемника и в 1575 году была вынуждена переехать в Феррару. 
Получил духовное образование, в 1579 году отправился во Францию, где изучал философию в Париже; в 19-летнем возрасте, согласно легенде, получил приглашение занять кафедру философии в Сорбонне, но отказался и некоторое время преподавал в иезуитском колледже в Понт-а-Муссоне.
Вернувшись в Италию, Бонарелли некоторое время жил в Риме, в 1592 году поступил на службу к кардиналу Федерико Борромео в Милане, а затем вернулся в Феррару и стал помощником герцога Альфонсо д’Эсте, исполняя с 1595 по 1597 годы различные дипломатические поручения герцога, и тогда же начал заниматься литературой. После смерти Альфонсо сначала продолжил служить его преемнику, герцогу Чезаре д’Эсте, был его посланником при французском короле Генрихе IV, но когда в 1600 году тайно обвенчался с его дочерью, то получил приказ в течение суток покинуть герцогство и укрылся у Эрколе Тротти в Ферраре, примирившись благодаря кардиналу Алессандро д’Эсте с Чезаре и получив возможность спокойной заниматься литературой. Стал одним из основателей Академии Интерпиди в Ферраре. В 1607 году принял предложение стать в Риме камергером кардинала д’Эсте, но  8 января 1608 года скончался по пути туда.
Бонарелли был одним из основателей академии dei Intrepidi в Ферраре. Его важнейшее произведение — драма-пастораль «Filli di Sciro» (Феррара, 1607), имевшая большой успех; она была переведена на французский, английский и голландский языки. Как и во всех подобных пасторалях, в этой драме, согласно оценке ЭСБЕ, «нет правдоподобия в событиях, ни характеров, но много грациозных описаний, нежности и остроумия». В защиту её Роверо написал «Discorsi in defensa del doppio amor della sua Celia» (Анкона, 1612).